# Jerman Vrh
Jerman Vrh je naselje v Občini Škocjan.